# Gaig de bardissa de Florida
El gaig de bardissa de Florida (Aphelocoma coerulescens) és una espècie d'ocell de la família dels còrvids (Corvidae). És una de les espècies de gaig de bardissa nativa d'Amèrica del Nord. És l'única espècie d'ocell endèmica de l'estat de Florida dels Estats Units i una de les 15 espècies endèmiques dels Estats Units continentals. Per això, és molt buscat pels observadors d'ocells. Se sap que ha estat present a Florida com a espècie diferent des de fa almenys 2 milions d'anys, i possiblement deriva dels avantpassats del gaig de bardissa de Woodhouse.

## Etimologia
El nom genèric, Aphelocoma, deriva del grec antic llatinitzat apheles- (de ἀφελής-) "simple" + llatí coma (del grec kome κόμη) "cabell", en referència a la manca de plomes ratllades o amb bandes en aquest gènere, en comparació amb altres gaigs. El nom de l'espècie, coerulescens, és llatí i significa "esdevenir blau", en referència al color de l'espècie, que és més clar que en la majoria dels gaigs americans.

## Descripció
Aquesta espècie de gaig és un ocell que fa uns 23 a 28 cm de llargada (s'inclou la seva cua), amb una envergadura d'entre 33 a 36 cm, i uns 80,2 g de pes. Té un bec negre fort, el cap i el clatell són blaus sense cresta, el front i la llista superciliar són blanquinoses, el pit és blau, les ales són blaves, les parts inferiors són grisenques, el dors és grisenc, té una cua llarga i blava i les potes i els peus són negres.

## Hàbitat i distribució
Habita zones de matoll de l'àrea central de la Península de Florida.